# Ordens-humbugen
Ordens-humbugen är en svenskspråkig skrift från 1897 av den frisinnade tidningsmannen och skriftställaren Axel Svenson.
Skriften karakteriserades som "kort historik och dräpande kritik af våra lika löjliga som godtyckligt träffande "nådevedermälen"". Skriften utgavs som nummer 4 i serien Svenska folkets öreskrifter, för vilken David Bergström var redaktör och utgavs av Folkupplysningsföretagets förlag. Det refererades till skriften i riksdagens andra kammare så sent som 1927.